# 8月17日
8月17日是阳历年的第229天（闰年是230天），离一年的结束还有136天。

## 大事记

### 19世紀以前
- 1307年：蒙古大汗鐵穆耳加封孔子为“大成至圣文宣王”，“大成”之名始此。
- 1560年：蘇格蘭宗教改革議會（英语：Scottish Reformation Parliament）批准了新教的信仰告白，啟動了蘇格蘭宗教改革，並廢除天主教作為國教的地位。
- 1668年：北安納托利亞地區發生地震，造成8,000多人死亡。

### 19世紀
- 1807年：蒸汽船在全世界第一次投入商业使用，作为美国纽约市的渡船。
- 1815年：拿破仑到达被放逐的圣赫勒拿岛。
- 1876年：華格納樂劇《尼伯龍根的指環》最後一部《諸神的黃昏》首次演出。

### 20世紀
- 1907年：臺灣守備隊混成旅團司令部，改名為臺灣守備隊司令部。
- 1907年：派克市場在華盛頓州西雅圖開幕，是美國最古老的連續經營的公共農夫市場之一，也是深受歡迎的旅遊景點。
- 1912年：英国驻华公使朱邇典爵士向中国袁世凱政府提出关于西藏问题的四点要求。
- 1914年：第一次世界大戰：德國將領赫爾曼·馮·弗朗索瓦不顧撤退的命令，在斯塔盧波嫩戰役中成功領導防禦東普魯士的反擊，取得德國在東方戰線的第一場勝利。
- 1924年：中国廣東省广州沙面罢工结束。
- 1939年：光輝級航空母艦之三號艦，可畏號航空母艦下水。下水時自己的支架忽然斷裂，造成20多人傷亡的事故。後世稱之為「會自行下水之艦（The Ship That Launched Herself）」[1]。
- 1945年：蘇卡諾和穆罕默德·哈達宣布印度尼西亞從荷蘭獨立，其後與荷蘭帝國爆發戰爭。
- 1945年：满洲国皇帝溥仪在吉林通化大栗子沟宣布满洲国战败解体。
- 1945年：英国作家奥威尔创作的小说《动物庄园》首次出版。
- 1949年：日本发生松川事件，國鐵東北本線福島縣松川站－金谷川站間發生列車翻覆意外，造成司機等三位乘務人員死亡。
- 1949年：中国人民解放军進駐福州。
- 1950年：朝鲜人民军卫兵以避免拖累部队行进速度为由，决定处决42名参与韩战的美国战俘。
- 1958年：中共中央政治局扩大会议在北戴河举行。会议通过了把钢产量翻一番，达到年产量1,070万吨。通过了在农村建立人民公社等决议。从此“大跃进”和人民公社化运动进入高潮。
- 1960年：前法属赤道非洲殖民地加蓬正式从法国完全独立，前总理莱昂·姆巴担任首任总统。
- 1962年：东德边防军守卫击毙试图越过柏林围墙进入西柏林的彼得·费希特尔。
- 1964年：中华人民共和国政府宣布试办工业和交通托拉斯。
- 1971年：颱風露絲正面襲港，110人死，286人傷。
- 1976年：菲律宾地震使棉兰老岛发生海啸，约8,000人死亡或失踪。
- 1978年：三名美国人驾驶气球首次完成横渡大西洋的飞行。
- 1982年：中华人民共和国和美国就美国对中華民國出售武器的问题达成协议，并且发表了八一七公报。
- 1982年：全球首张CD在德国诞生。
- 1988年：巴基斯坦總統穆罕默德·齊亞·哈克因為搭乘的專機在旁遮普省巴哈瓦爾布爾墜毀逝世。
- 1990年：伊拉克从伊朗撤军，并且释放了於两伊战争中俘获的战俘。
- 1997年：台灣臺北縣汐止市林肯大郡倒塌，28人死亡。
- 1998年：美國總統比爾·柯林頓發表電視講話，在證詞中承認和前白宮實習生莫妮卡·莱温斯基有不正當關係。
- 1999年：土耳其西北部科賈埃利省首府伊茲密特發生MW 7.6地震，造成超過17,000人死亡。
- 2000年：香港最大電訊商香港電訊正式與盈科數碼動力合併。

### 21世紀
- 2004年：马哈迪科学奖由马来西亚前首相马哈迪·莫哈末推介，两年评选一次，旨在表扬全球通过科学与科技解决问题的科学家和机构。
- 2005年：日本自由民主黨因為郵政改革歧見分裂出國民新黨。
- 2007年：香港恆生指數於下午累積下跌超過1,200點，低見19,386點。但於收市前，恆指因港股直通車的傳聞，突然大幅反彈，反彈幅度超過1,000點，收市報20,387點，跌285點，企穩二萬點以上水平。
- 2008年：迈克尔·菲尔普斯在北京奥运会的男子4×100米混合泳接力比赛中打破原先纪录，并且以8面金牌成为现代奥运历史上在单届奥运以及总职业生涯中获得最多金牌的运动员。
- 2009年：俄羅斯西伯利亞薩彥-舒申斯克水電站發生嚴重事故，造成75人死亡和大範圍停電。
- 2019年：喀布爾西部發生自殺式炸彈襲擊，造成至少63人死亡，182人受傷。

## 出生
- 1543年：織田信包，日本戰國時代至江戶時代武將、大名（1614年逝世）
- 1570年：佐竹義宣，日本安土桃山時代至江戶時代大名（1633年逝世）
- 1601年：皮埃爾·德·費馬，法國数学家（1665年逝世）
- 1629年：揚三世·索別斯基，波蘭國王、立陶宛大公（1696年逝世）
- 1786年：大卫·克洛科特，美國政治家、戰鬥英雄（1836年逝世）
- 1879年：塞缪尔·戈尔德温，美國電影製作人、製片商（1974年逝世）
- 1887年：卡爾一世，奧地利皇帝（1922年逝世）
- 1893年：華彦钧，中國民间音樂家，人称「瞎子阿炳」（1950年逝世）
- 1893年：梅·蕙絲，美國演員、偶像、編劇、劇作家（1980年逝世）
- 1896年：莱斯利·理查德·格罗夫斯，美國陸軍中將，曼哈頓計劃主導者（1970年逝世）
- 1906年：馬爾塞洛·卡埃塔諾，葡萄牙政治人物，前任葡萄牙總理（1980年逝世）
- 1911年：米哈伊尔·博特温尼克，俄罗斯西洋棋大師，曾三次奪得世界西洋棋大賽冠軍（1995年逝世）
- 1912年：李傑登，印尼政治人物（1983年逝世）
- 1926年：江泽民，前中华人民共和国最高领导人，曾任中共中央总书记、中国国家主席、中共中央军委主席兼中國中央軍委主席（2022年逝世）
- 1929年：，美國空軍飛行員（1977年逝世）
- 1932年：讓-雅克·桑貝，法國插畫家（2022年逝世）
- 1936年：瑪格麗特·漢密爾頓，美國计算机科学家、系統工程師、企業家
- 1937年：劉炳森，中國書法家（2005年逝世）
- 1943年：笠谷幸生，日本男子滑雪運動員（2024年逝世）
- 1943年：羅伯特·德尼罗，美國電影演員、製片人
- 1944年：拉里·埃里森，美國企業家，甲骨文公司創始人
- 1945年：伍澤元，台灣政治人物，前屏東縣長（2008年逝世）
- 1948年：李少光，香港特區政府前保安局局長 （2022年逝世）
- 1952年：聶衛平，中國圍棋棋士
- 1952年：尼爾森·畢奇，巴西一級方程式賽車手
- 1955年：陳潔靈，香港歌手
- 1956年：梁繼璋，香港廣播節目主持人
- 1958年：陶傑，香港專欄作家、傳媒工作者
- 1959年：大衛·考雷什，美國大衛教教派領袖（1993年逝世）
- 1959年：坂本千夏，日本女性聲優
- 1960年：廖駿雄，香港男演員（2024年逝世）
- 1960年：西恩·潘，美國男演員、導演、政治運動家
- 1964年：李偲嫣，香港親共人士（2020年逝世）
- 1967年：孟廣美，台灣女模特兒、演員
- 1967年：王耿豪，台灣演員
- 1967年：歐陽偉豪，香港語言學家、男演員
- 1967年：丁家喜，中國維權律師
- 1968年：海伦·麦克洛瑞，英國演員
- 1969年：嚴正化，韓國女歌手、演員
- 1970年：庫里爾，美國職業網球運動員
- 1971年：列卡度，香港巴西籍足球教練
- 1974年：丁力祺，台灣演員
- 1974年：華原朋美，日本歌手
- 1974年：川原礫，日本輕小說作家
- 1975年：黃覺，中國演員
- 1977年：蒂埃里·亨利，法國職業足球運動員
- 1977年：朱凱婷，香港主持人
- 1978年：林嘉欣，香港演員
- 1978年：雅娜·马里诺娃，保加利亞女演員
- 1981年：田中千繪，日本演員
- 1982年：積基卡，英格蘭足球運動員
- 1983年：郭惠妮，台灣藝人
- 1985年：黎卉淇，台灣歌手
- 1985年：蒼井優，日本演員
- 1985年：藤堂真衣，日本女性聲優
- 1985年：姜東浩，韓國男演員
- 1985年：艾力克斯·霍諾德，美國攀岩家
- 1986年：初家晴，台灣歌手
- 1988年：戶田惠梨香，日本演員
- 1989年：詹詠然，台灣女子網球運動員
- 1989年：莊仲維，馬來西亞演員
- 1990年：夏政峰，台灣演員
- 1991年：王浩平，臺灣裔美國男子乒乓球運動員
- 1991年：奧斯汀·巴特勒，美國男演員、歌手
- 1992年：鮑天琦，中國演員
- 1992年：佩姬，英國職業摔角選手、女演員
- 1993年：俞承浩，韓國演員
- 1993年：李沐宸，中國演員
- 1993年：陳詩敏，中國演員、歌手
- 1993年：妮迪·阿加瓦爾，印度女演員
- 1994年：畠中祐，日本男性聲優
- 1994年：谷口夢奈，日本女性聲優
- 1994年：陳勇訓，韓國男子偶像樂團ONEWE成員
- 1996年：伊藤彩沙，日本女性聲優
- 1997年：鄭藝彬，中國歌手、演員
- 1998年：山本由伸，日本職業棒球運動員
- 2000年：胡先煦，中國演員
- 2000年：利爾·龐普，美國說唱歌手、詞曲作者
- 2001年：林昀儒，臺灣男子乒乓球運動員
- 2001年：金琴英，北韓女子乒乓球運動員
- 2003年：阿莉莎·門多薩，美國女子拳擊運動員
- 2003年：樂洛伊小子，澳大利亞男子歌手、饒舌歌手、詞曲作家
- 2006年：宮崎友花，日本女子羽球運動員
- 生年不詳：嶋野花，日本女性聲優

## 逝世
- 333年：石勒，后赵主（274年出生）
- 737年：藤原麻呂，日本奈良時代貴族（695年出生）
- 1304年：後深草天皇，日本第89代天皇（1243年出生）
- 1338年：新田義貞，日本鎌倉時代後期至南北朝時代御家人、武將（1301年出生）
- 1676年：漢斯·雅各布·馮·克里斯托·格里梅爾斯豪森，德國作家（1621年出生）
- 1786年：腓特烈二世，普魯士國王（1712年出生）
- 1809年：马修·博尔顿，英國製造商、工程師（1728年出生）
- 1838年：洛倫佐·達·彭特，義大利歌劇填詞家、詩人（1749年出生）
- 1850年：何塞·德·圣马丁，阿根廷將軍，南美洲独立运动领袖（1778年出生）
- 1894年：滿宮輝仁親王，明治天皇第五皇子（1893年出生）
- 1920年：雷·查普曼，美國職業棒球運動員（1891年出生）
- 1962年：彼得·費希特爾，德國瓦工，於試圖逃離東柏林時被守衛射殺（1944年出生）
- 1966年：江端儀，香港電影明星，藝名梅綺（1923年出生）
- 1969年：路德維希·密斯·凡德羅，德國建築師（1886年出生）
- 1971年：威廉·李斯特，德國陸軍元帥（1880年出生）
- 1971年：前田山英五郎，日本相撲力士，第39代橫綱（1914年出生）
- 1982年：露絲·弗斯特，猶太裔南非反種族隔離活動家（1925年出生）
- 1985年：尼古拉·艾登，英國政治家（1930年出生）
- 1987年：魯道夫·赫斯，德国纳粹党副领袖（1894年出生）
- 1988年：穆罕默德·齊亞·哈克，巴基斯坦軍事、政治人物，第5任巴基斯坦總統（1924年出生）
- 1993年：冯康，中國数学家（1920年出生）
- 2007年：埃迪·格里芬，美國職業籃球運動員（1982年出生）
- 2013年：周欽南，泰國白龍王（1937年出生）
- 2013年：德文·格雷，美國籃球運動員（1972年出生）
- 2014年：羅耶·T·摩爾，美國真菌學家（1930年出生）
- 2022年：清川元夢，日本男演員、聲優（1935年出生）
- 2022年：艾成，馬來西亞華裔男藝人、歌手、演員（1982年出生）
- 2024年：弗里茨·施密特，德國男子曲棍球運動員（1943年出生）
- 2025年：泰倫斯·史丹普，英國男演員（1938年出生）

## 节假日和习俗
- 印度尼西亞：独立日
- 加彭：独立日